# Rebollada (Mieres)

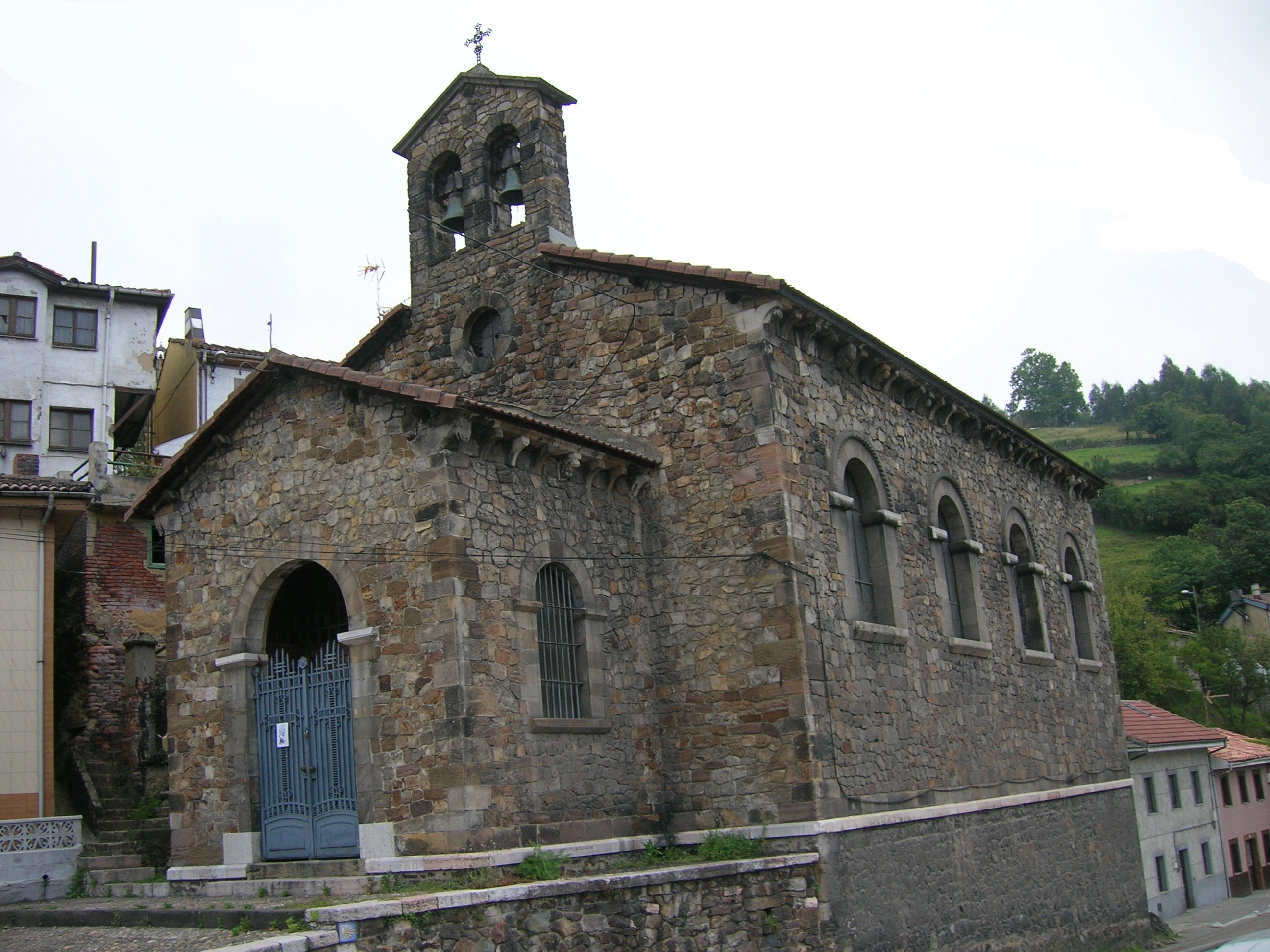
Iglesia parroquial de Santa María Magdalena.

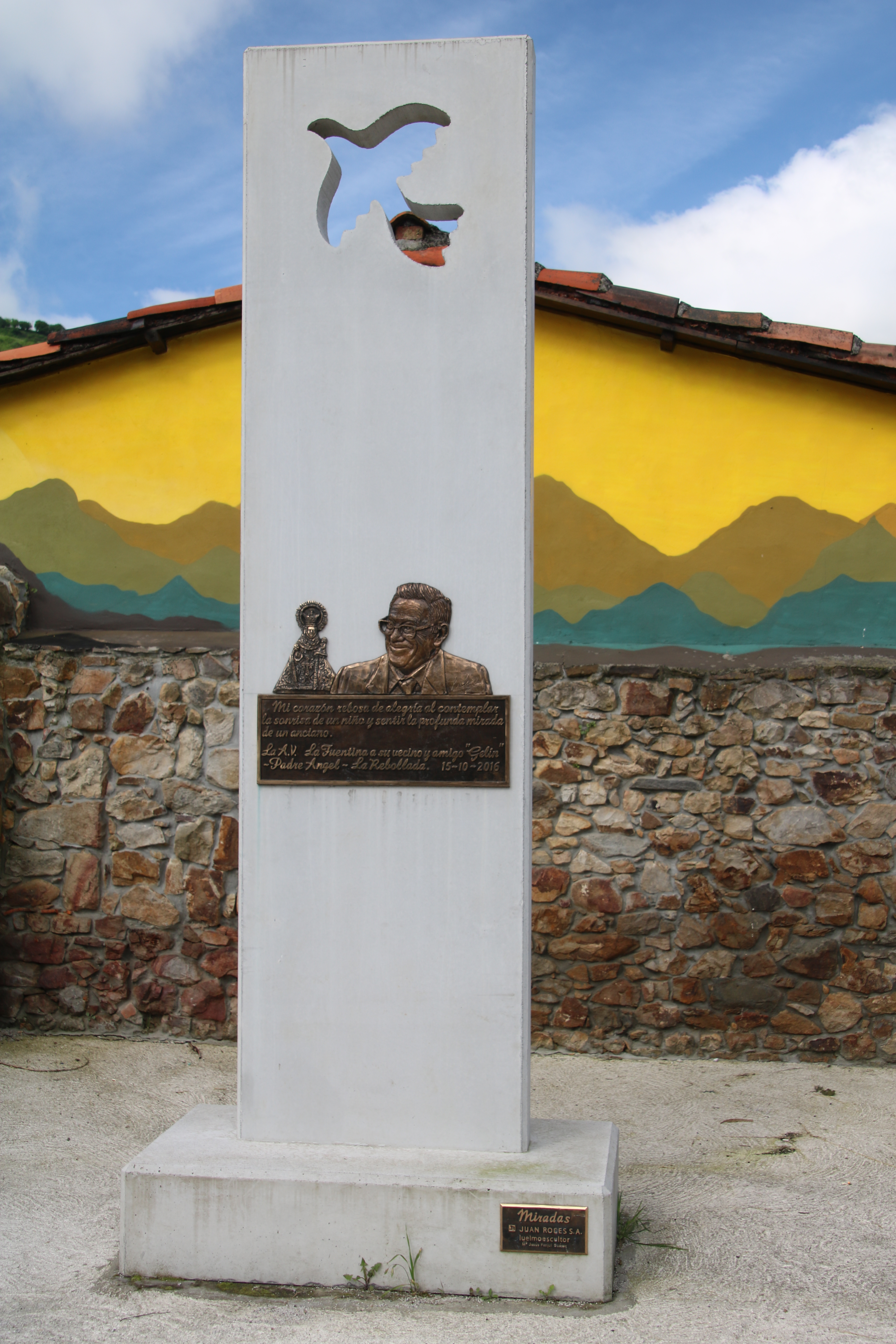
Monumento al Padre Ángel.

Rebollada (en asturiano y oficialmente La Rebollá) es una parroquia y un barrio del concejo de Mieres en la comarca del Caudal, Principado de Asturias, España.

## Geografía
La parroquia tiene una extensión de 2,84 km² que engloba a 17 núcleos con una población total de 277 habitantes en 2022.. 
Se localiza al norte del concejo y limita al norte con el concejo de Oviedo, al sur con la parroquia de Seana, al este con la de La Peña y al oeste con las de Baíña y Loredo.
Su iglesia parroquial era originaria del siglo XII y de estilo románico, pero fue demolida en 1921, ampliada e inaugurada en 1923, conservando de la antigua 50 canecillos colocados de nuevo en el alero que da vista a la carretera, así como el arco de la puerta principal que está ubicado en la parte alta del ábside. 
En Rebollada hubo un colegio de religiosas, cuenta con su propio cementerio, un sencillo polideportivo y un depósito de agua. Desde aquí arranca el sendero de gran recorrido GR-105.1 (Mieres-Covadonga), uno de los más transitados de la región.

## Núcleos de población
- Aguilar Situada a 375 m de altitud y a 5,5 km de la capital del concejo. Pasa por el lugar la antigua carretera de Castilla (actualmente la AS-375). Conserva como edificio más notable una casona-palacio que luce el escudo de los Vázquez de Prada; hay también una capilla dedicada a la Asunción. Su población en 2022 era de 23 habitantes.[3]
- La Calleja (en asturiano y oficialmente La Caleya).[1] Situada a 230 m de altitud y a 2,8 km de la capital del concejo. Su población en 2022 era de 17 habitantes.[4]
- El Carrilón Situada a 230 m de altitud y a 3 km de la capital del concejo. Su población en 2022 era de dos habitantes.[5]
- El Collado (en asturiano y oficialmente El Collau).[1]  Situado a 300 m de altitud y a 6,3 km de la capital del concejo. Deshabitado en 2022.[6]
- Copián Situada a 330 m de altitud y a 4,2 km de la capital del concejo. Su población en 2022 era de 19 habitantes.[7]
- El Corredor (en asturiano y oficialmente El Correor).[1]  Situado a 300 m de altitud y a 3,1 km de la capital del concejo. Deshabitado en 2022.[8]
- La Blanca (en asturiano y oficialmente La Escombrera).[1]  Situado a 200 m de altitud y a 3,1 km de la capital del concejo. 33 habitantes en 2022.[9] Su nombre se debe a la existencia de una enorme escombrera con escorias de fundición de la antigua Fábrica de Mieres.
- La Maletería (en asturiano y oficialmente La Malatería).[1]  Situado a 260 m de altitud y a 2,8 km de la capital del concejo. Cinco habitantes en 2022.[10] En este lugar se levantó en época medieval un hospital de leprosos heredero de la alberguería de Copián. Se tienen noticias del mismo desde el siglo XV por donaciones y ventas a su favor, como los 400 maravedíes que el Conde de Noreña, el magnate Rodrigo Álvarez de las Asturias realiza en su testamento.
- La Peraleda (en asturiano y oficialmente La Peralea).[1]  Situado a 440 m de altitud y a 3,8 km de la capital del concejo. 20 habitantes en 2022.[11] Aquí se levanta el depósito de aguas de la parroquia.
- Las Piezas (en asturiano y oficialmente Les Pieces).[1]  Situado a 250 m de altitud y a 2,8 km de la capital del concejo. 40 habitantes en 2022.[12] Al lado del polideportivo de la parroquia.
- La Piperona Situada a 370 m de altitud y a 5 km de la capital del concejo, muy cerca del alto del Padrún. Un solo habitante en 2022.[13]
- Prados de Copián (en asturiano y oficialmente El Prau'l Conde).[1]  Situado a 300 m de altitud y a 3 km de la capital del concejo. Deshabitado en 2022.[14]
- La Rebollada (en asturiano y oficialmente La Rebollá).[1]  Situado a 260 m de altitud y a 2,7 km de la capital del concejo. 61 habitantes en 2022.[15] Hay un pequeño monumento que da homenaje al Padre Ángel.
- Repitaneo. Situado a 300 m de altitud y a 3 km de la capital del concejo. 9 habitantes en 2022.[16]
- El Rollo (en asturiano y oficialmente El Rollu).[1]  Situado a 310 m de altitud y a 3,8 km de la capital del concejo. 27 habitantes en 2022.[17] El asentamiento está ligado al Camino de Santiago en su variante de León a Oviedo y su topónimo hace referencia supuestamente al lugar de ajustamiento de delincuentes.
- Santa Lucía (en asturiano y oficialmente Santa Llucía).[1]  Situado a 360 m de altitud y a 3,4 km de la capital del concejo. 9 habitantes en 2022.[18]
- Los Tendejones (en asturiano y oficialmente Los Tendeyones).[1]  Situado a 250 m de altitud y a 3 km de la capital del concejo. 11 habitantes en 2022.[19]

## Demografía
Según los últimos datos recogidos del año 2022, Rebollada cuenta con una población de 62 habitantes (30 hombres y 32 mujeres).
A continuación, se muestra la evolución demográfica desde el año 1857:
| Gráfica de evolución demográfica de Rebollada entre 1857 y 2022                          |
|                                                                                          |
| Fuente: Instituto Nacional de Estadística de España - Elaboración gráfica por Wikipedia. |